# Hate Crime (phim 2005)
Hate Crime là một bộ phim bí ẩn năm 2005 được viết và đạo diễn bởi Tommy Stovall và có sự tham gia của Seth Peterson, Bruce Davison, Chad Donella, Cindy Pickett và Brian J. Smith. Làm phim là trải nghiệm đầu tiên của Stovall trên sân khấu và làm việc với các diễn viên; anh ấy chỉ có video tự sản xuất trước đó.

## Nội dung
Robbie Levinson (Seth Peterson) và Trey McCoy (Brian J. Smith) là một cặp đồng tính nam công khai sống trong một ngôi nhà ở ngoại ô gần người bạn và người hàng xóm bên cạnh, Kathleen Slansky (Lin Shaye). Cặp đôi dự định tổ chức lễ trao đổi nhẫn. Mẹ của Trey, Barbara (Cindy Pickett), gợi ý cho Trey, người gợi ý cho Robbie,mà hai vợ chồng cân nhắc nuôi một đứa con.
Khi Chris Boyd (Chad Donella) đến nhà bên cạnh với một chiếc xe tải đang di chuyển cùng với người bạn Alton Kachim (Luke King), họ chán ghét nhìn Trey hôn một Robbie lo lắng. Alton làm phiền Chris bằng những trò đùa kì thị đồng tính của anh ta, và đề nghị họ "làm gì đó với nó." Chris đưa ra những lời nhận xét không đe dọa, đe dọa đối với Robbie, nói với Robbie rằng anh ta sẽ "xuống địa ngục" và cảnh báo anh ta để xem lưng anh ta. "Chris là một mục sư tuổi trẻ và là con trai của Pastor Boyd (Bruce Davison), người đã lên án kịch liệt đồng tính luyến ái. đe dọa trả thù nên Chris tham gia. Robbie sau đó biết về nhà thờ và Pastor Boyd, người tức giận khi biết Chris từ lâu đã bị ghẻ lạnh từ cô con dâu được cho là của mình.
Trong khi đi dạo Boston Terrier, Trey bị tấn công dã man bằng gậy bóng chày và được đưa đến bệnh viện, nơi anh rơi vào trạng thái hôn mê. Theo điều tra hình sự, gia đình Boyd âm mưu đồng ý về chứng cứ ngoại phạm của Chris. Robbie cam kết với một đứa trẻ, nhưng Trey sớm bị xuất huyết não nghiêm trọng và chết, chưa bao giờ tỉnh dậy kể từ sau vụ tấn công. Robbie đắm mình và Trey với chiếc nhẫn cam kết của họ khi xem Trey.
Cuộc điều tra được chuyển bộ vấn đề giết người cho thám tử Esposito (Giancarlo Esposito), người hỏi Robbie rằng anh ta có giết Trey không, chỉ ra chính sách bảo hiểm của anh ta và thực tế là Robbie, là dấu vân tay duy nhất trên con dơi. Robbie bị bắt và đưa ra một lệnh cấm để tấn công Chris sau khi thất bại trong việc lấy một cuộn băng lén lút lời thú nhận được đánh giá cao từ Chris. Esposito di chuyển để làm một vụ kiện chống lại anh ta.
Robbie vào nhà của Chris và tìm thấy nội dung khiêu dâm đồng tính trong các dấu trang internet của mình. Pastor Boyd đối mặt với Chris với một điều tra viên tư nhân Những bức ảnh của Chris về cuộc gặp gỡ tình dục đồng tính nặc danh nhiều lần, và được tiết lộ rằng Chris đã gặp một trong những người tình của anh ta trong đêm xảy ra án mạng. Thám tử Fisher (Farah White) liên lạc với Alton, người phỏng đoán rằng Chris đã giết Trey, vì anh ta gọi điện cho nhà của bố mẹ anh ta và anh ta không ở đó. Pastor Boyd đối mặt với con trai mình và thú nhận đã giết Trey. Robbie băng ghi âm Mục sư Boyd thú nhận vụ giết người và chuyển cuộn băng cho Esposito. Esposito từ chối chống lại mục sư và tịch thu cuộn băng, nhưng Barbara thu hồi nó. Chris suy ngẫm về việc tự tử, nhưng từ chối làm chứng chống lại cha mình; Tuy nhiên, anh ta để lại cho Robbie khẩu súng của cha mình. Robbie, Kathleen và Barbara âm mưu và thực hiện kế hoạch giết Pastor Boyd trong một vụ đột nhập trá hình để lấy lại đoạn băng ghi âm. Với lời khai của Chris chống lại người cha đã khuất của mình, Esposito miễn cưỡng chấp nhận cuộc chia tay dàn dựng-trong thực tế.

## Diễn viên
- Seth Peterson vai Robbie Levinson
- Bruce Davison vai Pastor Boyd
- Chad Donella vai Chris Boyd
- Cindy Pickett vai Barbara McCoy
- Brian J. Smith vai Trey McCoy
- Susan Blakely vai Martha Boyd
- Lin Shaye vai Kathleen Slansky
- Farah White vai Det. Elizabeth Fisher
- Giancarlo Esposito vai Thám tử Esposito
- Sean Hennigan vai Jim McCoy
- Brandy Little vai Stella
- Ben Bathman vai Connor Davis
- Luke King vai Alton Kachim
- Earl Browning III vai Thám tử Loy
- Scarlett McAlister vai Bác sĩ Kucera

## Công chiếu
Hate Crime đã ra mắt thế giới tại Liên hoan phim quốc tế Palm Springs vào tháng 1 năm 2005. Bộ phim ra mắt tại Liên hoan phim Breckenridge vào tháng 9 năm 2005 và giành được ba giải thưởng. Nó được công chiếu tại thành phố New York vào ngày 16 tháng 3 năm 2006 và đêm tiếp theo tại Los Angeles tại Laemmle's Sunset 5 để ghi nhận hàng năm lần thứ hai Ngày Quốc tế chống kì thị Đồng tính, Song tính và Chuyển giới. Bộ phim được công chiếu tại quê nhà Dallas, Texas của Stovall, tại Nhà hát Magnolia vào ngày 27 tháng 4 năm 2006. Bộ phim được công chiếu tại Canada tại Rạp chiếu phim Cầu vồng vào ngày 16 tháng 8 năm 2006 và số tiền thu được đã được quyên góp cho Ủy ban AIDS của Luân Đôn. Ebony Tay, nhà sản xuất và nhà soạn nhạc của bộ phim, đã làm việc với Stovall để viết lời cho bài hát khiêu vũ kết thúc gây tranh cãi "Jesus by 45", được cô biểu diễn trực tiếp tại hầu hết các thành phố của các bộ phim. Bài hát đã được giới thiệu trong Top 20 Dance Club Hit của Billboard. Image Entertainment phát hành bộ phim trên DVD vào ngày 14 tháng 11 năm 2006.

## Đánh giá
Rotten Tomatoes hiện đang giữ tỷ lệ phê duyệt là 6%.
Nhà phê bình phim Roger Ebert đã cho bộ phim 2,5 sao, gọi nó là "thực sự giống một bộ phim kinh dị hơn là một bình luận xã hội." Trong bài phê bình của Ebert, ông đã viết rằng bộ phim "giữ sự chú ý của chúng tôi và chứa đựng những điều bất ngờ cho đến khi kết thúc" và "làm nảy sinh những vấn đề đạo đức phức tạp khiến bộ phim trở nên kích thích tư duy hơn chúng ta có thể mong đợi." The Arizona Republic cho biết nhà làm phim lần đầu tiên Stovall "dường như có một cái rìu để chống lại tôn giáo có tổ chức". The Orange County Register gọi dàn diễn viên là "tài năng" nhưng lại coi bộ phim là "tưởng tượng trả thù", nhân vật phản diện của nó "trong suốt" và độ phân giải cốt truyện "đáng buồn đoán trước".

## Giải thưởng
| Giải thưởng                                                     | Thể loại                                            | Nhân vật      | Kết quả   |
| --------------------------------------------------------------- | --------------------------------------------------- | ------------- | --------- |
| Giải thưởng Liên hoan phim Breckenridge                         | Nam diễn viên phụ xuất sắc nhất                     | Chad Donella  | Đoạt giải |
| Giải thưởng Liên hoan phim Breckenridge                         | Nữ diễn viên phụ xuất sắc nhất                      | Lin Shaye     | Đoạt giải |
| Giải thưởng Liên hoan phim Breckenridge                         | Đạo diễn xuất sắc                                   | Tommy Stovall | Đoạt giải |
| Giải thưởng Khán giả Dallas                                     | Phim truyện hay nhất                                | Tommy Stovall | Đoạt giải |
| Liên hoan phim quốc tế Fort Worth Đồng tính nam và Đồng tính nữ | Giải thưởng dành cho khán giả                       | Tommy Stovall | Đoạt giải |
| Liên hoan phim quốc tế Fort Worth Đồng tính nam và Đồng tính nữ | Giải thưởng Q cho tính năng hay nhất                | Tommy Stovall | Đoạt giải |
| Liên hoan phim quốc tế Rhode Island                             | Giải nhì cho tính năng hay nhất                     | Tommy Stovall | Đoạt giải |
| Liên hoan phim quốc tế Sedona                                   | Giải thưởng dành cho khán giả                       | Tommy Stovall | Đoạt giải |
| Liên hoan phim quốc tế Sedona                                   | Giải thưởng Lựa chọn của Đạo diễn cho Phim hay nhất | Tommy Stovall | Đoạt giải |